# 马斯卡卢恰
马斯卡卢恰（義大利語：Mascalucia），是意大利西西里大区卡塔尼亞廣域市的一个市镇。总面积16平方公里，人口28643人，人口密度1790.2人/平方公里（2009年）。ISTAT代码为087024。